# Вязовец (Кашинский район)
Вязовец — деревня в Кашинском городском округе Тверской области России. 

## География
Деревня находится в 18 км на северо-восток от города Кашина.

## История
В 1813 году в селе была построена каменная Троицкая церковь с 3 престолами, метрические книги с 1810 года. 
В конце XIX — начале XX века село входило в состав Козьмодемьяновской волости Кашинского уезда Тверской губернии. 
С 1929 года деревня входила в состав Введенского сельсовета Кашинского района Кимрского округа Московской области, с 1935 года — в составе Калининской области, с 1994 года — в составе Введенского сельского округа, с 2005 года — в составе Фарафоновского сельского поселения, с 2018 года — в составе Кашинского городского округа.

## Население
| 1859 | 1889 | 2002 | 2010 |
| ---- | ---- | ---- | ---- |
| 166  | ↗177 | ↘2   | ↘0   |